# Rio Branco Futebol Clube
Il Rio Branco Futebol Clube, noto anche come Rio Branco de Venda Nova o Rio Branco-VN, è una società calcistica brasiliana con sede nella città di Venda Nova do Imigrante, nello stato dell'Espírito Santo.

## Storia
Il club è stato fondato il 29 giugno 1945. Ha vinto il Campeonato Capixaba Série B nel 1993, dopo aver sconfitto in finale il Mariano. Nel 1995, il club ha raggiunto la finale del Campionato Capixaba, dove è stato sconfitto in finale dal Linhares EC.

## Palmarès

### Competizioni statali
- Campionato Capixaba: 1

2020
- Campeonato Capixaba Série B: 1

1993